# Teodora
Teodora (en griego: Θεοδώρα, c. 501-28 de junio de 548) fue una emperatriz bizantina y esposa de Justiniano I. Gozó de gran popularidad y poder. Es santa en la Iglesia ortodoxa, al igual que su marido, y siendo su onomástica el 14 de noviembre. Teodora fue la mujer más influyente y poderosa en la historia del Imperio romano de oriente, al grado que algunas fuentes la mencionan como emperatriz reinante junto con Justiniano I, es decir, como corregente.

## Biografía
Las principales fuentes históricas sobre su vida son las obras de Procopio, contemporáneo suyo, escriba del general Belisario. Sin embargo, el historiador ofreció tres representaciones contradictorias de la emperatriz. En la Historia de las Guerras, la caracteriza como una emperatriz influyente y llena de coraje. Después, escribió la Historia secreta, que no fue publicada en el momento de acabarla. La obra revela a un autor que devino profundamente desilusionado con el emperador Justiniano, la emperatriz e incluso con su patrón Belisario. Justiniano es caracterizado como cruel, corrupto, despilfarrador e incompetente; de Teodora hace un retrato detallado y excitante de vulgaridad y lujuria insaciable, combinado con mal genio, calculada maldad e incluso recalca su pasado como actriz, ocupación relacionada con la prostitución, en varias ocasiones; Procopio incluso clama que ambos eran demonios cuyas cabezas se vieron abandonar sus cuerpos y deambular por el palacio de noche. Sobre los edificios, escrito al mismo tiempo que la Historia secreta, es un panegírico que representa a Justiniano y a Teodora como una pareja pía con tono adulatorio. Además de su piedad, su belleza es excesivamente alabada. Aunque Teodora ya había muerto a la hora de publicar esta obra, Justiniano seguía vivo, y probablemente la encargó.
Su contemporáneo Juan de Éfeso escribe acerca de Teodora en su obra Vidas de los santos orientales. Menciona una hija ilegítima que no nombró Procopio.
Otros historiadores presentan información adicional de su vida. Teófanes el Confesor menciona algunas otras relaciones familiares de Teodora no mencionadas por Procopio.
Miguel el Sirio, en la Crónica de 1234 y Bar-Hebreo sitúan su nacimiento en la ciudad de Daman, en Siria. Contradicen a Procopio haciendo a Teodora la hija de un sacerdote, entrenada en las pías prácticas del monofisismo desde su nacimiento. Estas son fuentes miafisitas tardías que recogen su descripción entre miembros de su credo. Los miafisitas han tendido a considerar a Teodora como uno de los suyos, y puede haber sido inventado como una forma de mejorar su reputación. También entran en conflicto con lo dicho por Juan de Éfeso, contemporáneo miafisita. Estas fuentes suelen ser desestimadas en favor de la versión de Procopio.

## Primeros años
Teodora, de acuerdo con Michael Grant, era descendiente de chipriotas. Sin embargo, hay varios indicios acerca de su posible lugar de nacimiento. De acuerdo con Miguel el Sirio, su origen tuvo lugar en Siria; Nicéforo Calixto lo sitúa en Chipre, mientras que Jorge Codinos en Patria defiende que nació en Paflagonia. El origen chipriota de Teodora puede ponerse en duda debido a que, como explica Gibbon (Decadencia de Roma), en aquella época muchas prostitutas procedían de Chipre y por ello la palabra chipriota era equivalente a meretriz.
En cuanto a la fecha, se considera que nació en el 500 d. C. Su padre, Acacio, era un entrenador de osos de la facción Verde en el hipódromo de Constantinopla. Su madre, cuyo nombre no quedó registrado, era bailarina y actriz. Sus padres tuvieron dos hijas más, llamadas Komito y Anastasia. Después de la muerte de su padre, su madre mandó a las hijas llevar guirnaldas al hipódromo y las presentó como suplicantes, siendo acogidas con benevolencia por la facción Azul. Desde entonces Teodora sería seguidora de esta última facción.
La infancia de Teodora fue dura en tanto que vivía junto a su familia en los sótanos del hipódromo de Constantinopla. Tras el fallecimiento de su padre, la madre de Teodora contrajo matrimonio con el hombre que ocuparía el trabajo que desempeñaba su anterior marido, lo que le permitió a ella y a sus hijas seguir viviendo en aquel lugar.
Procopio en su Historia secreta —considerada tendenciosa por la crítica moderna, a diferencia del testimonio de Juan de Éfeso, quien se concentra en enfatizar su redención— relata que Teodora siguió desde muy temprana edad el ejemplo de su hermana Komito y trabajó en un burdel de Constantinopla ofreciéndose a hombres de baja ralea; después se convirtió en actriz.
Lynda Garland en Byzantine empresses: women and power in Byzantium (1999) resalta que parecía haber pocas razones para creer que trabajó en un burdel "dirigido por un proxeneta". Trabajar como actriz en su época en ocasiones incluía "indecentes exhibiciones en el escenario" y otorgar servicios sexuales fuera de él. En lo que Garland llama "sórdido negocio de entretenimiento en la capital", Teodora se ganó la vida mediante una combinación de sus habilidades teatrales y sexuales. Según Procopio, Teodora saltó a la fama con su representación de Leda y el Cisne, donde se desnudaba más allá de lo que la ley permitía, yaciendo en el suelo mientras algunos asistentes le esparcían grano sobre el cuerpo y después una oca lo picoteaba, mientras que ella fingía que la violaba, hasta enseñar más de lo que era legal en la época. Su fama llegaría a propagarse por Constantinopla con gran celeridad.
Durante este tiempo como actriz conoció a la esposa del general Belisario, Antonina, que sería su amiga durante toda la vida. Con 16 años, viajó hasta el Norte de África, como compañera sentimental de un oficial sirio llamado Hecebolo mientras que él se dirigía hacia la Cirenaica para ser el gobernador de Pentápolis. Teodora permaneció con él al menos cuatro años antes de regresar a Constantinopla. Abandonada y maltratada por Hecebolo en el camino de vuelta, permaneció por un tiempo en Alejandría, Egipto. Teodora afirmó que en esa ciudad conoció al patriarca Timoteo III de Alejandría, quien era monofisita, y fue en ese tiempo cuando ella se convirtió al monofisismo. Desde Alejandría se dirigió a Antioquía, donde conoció a una bailarina de la 
facción Azul, Macedonia, quien era, quizá, informante de Justiniano I.
Teodora regresó a Constantinopla junto a su hija (no se sabe si esta era hija de Justiniano o de Hecebolo) en el 522 y abandonó su antiguo modo de vida, estableciéndose como hilandera en una casa cerca del palacio. Su belleza, ingenio y su carácter espontáneo y divertido atrajeron la atención de Justiniano, el cual era un joven militar en ese momento de unos 39 años que quiso casarse con ella. Sin embargo, no podía ser: él era el heredero del trono de su tío, Justino I, y la Ley Romana de la época de Constantino I evitaba el matrimonio de actrices con oficiales gubernamentales. Eufemia, esposa de Justino I, a quien le caía bien Justiniano y nunca le negaba nada, estuvo en contra de este matrimonio con una simple actriz. Sin embargo, Justino le tenía mucho cariño a Teodora. En el 525, cuando Eufemia murió, Justino eliminó esa ley, y Justiniano pudo casarse con Teodora, teniendo esta unos veintisiete años, siendo el patriarca de la ciudad Epifanio. En este momento, ella ya tenía una hija cuyo nombre se ha perdido. A pesar de la maternidad, sus muchos excesos y penosos viajes continuaba conservando una gran belleza. Aparentemente, Justiniano trató a esta hija y al hijo de la misma Atanasio como plenamente legítimos, aunque algunas fuentes no se ponen de acuerdo acerca de si Justiniano era realmente el padre de la chica.
Teodora sería coronada como emperatriz a los cuatro años de haber contraído nupcias con Justiniano.

## Poder en común

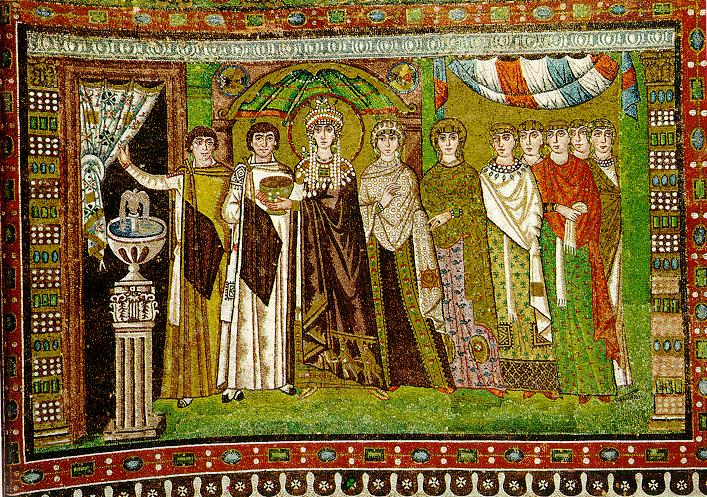
Emperatriz Teodora con Antonina esposa del general Belisario, su hija y otras damas de la corte (mosaico de Iglesia de San Vital de Rávena,).

### Disturbios de Niká
Teodora se probó a sí misma como una valiosa y apta gobernante durante los Disturbios de Niká. Había dos facciones políticas en el Imperio, los Azules y los Verdes, quienes comenzaron un disturbio en enero de 532 durante una carrera de carros en el hipódromo. El disturbio provenía de muchas quejas, algunas acerca de las propias acciones de Justiniano y Teodora. De los distintos partidos o grupos que competían en el estadio bajo distintos colores, Teodora siempre recordó que ella y sus hermanas fueron rechazadas por el partido de los "verdes" (los cuales tampoco quisieron dar a su padrasto el puesto de adiestrador de osos), mientras que los "azules" las aceptaron en sus filas1. Los agitadores, con toda probabilidad "verdes", prendieron fuego a muchos edificios públicos, incluyendo la iglesia de Hagia Sofia, y proclamaron un nuevo emperador, Hipatio, el sobrino del anterior emperador Anastasio I. Incapaz de controlar a las masas, Justiniano y sus oficiales se prepararon para huir. En un encuentro del consejo gubernamental, Teodora criticó la huida del palacio y subrayó el significado de alguien que muere como regente a pesar de vivir como exiliado o escondido, diciendo que "la púrpura es una excelente mortaja", significando esta frase que es mejor morir como un emperador que lucha para defender y conservar su trono en lugar de huir asustado y vivir en el exilio.
Su discurso tajante les convenció a todos, incluyendo al propio Justiniano, quien había estado preparando sus cosas para huir. Como resultado, Justiniano ordenó a sus tropas leales, lideradas por dos oficiales, Belisario y Mundus, que atacaran a los manifestantes en el hipódromo. Sus generales cumplieron las órdenes dadas y asaltaron el hipódromo, matando —según Procopio— aproximadamente a 30 000 rebeldes. A pesar de afirmar que había sido nombrado emperador por los agitadores a su pesar, Hipatio fue también ajusticiado, aparentemente debido a la insistencia de Teodora. Los historiadores están de acuerdo con que fue el coraje de Teodora y su decisión los que salvaron el reinado de Justiniano, que nunca olvidó que fue ella quien había salvado su trono, con lo que su gratitud y aprecio creció enormemente.

### Más allá de Niká
Después de la revuelta de Niká, Justiniano y Teodora reconstruyeron y reformaron Constantinopla y la convirtieron en la ciudad más espléndida que el mundo había visto en siglos, construyendo o reconstruyendo acueductos, puentes y más de veinticinco iglesias. La mayor de estas es Hagia Sofia, considerada la epítome de la arquitectura bizantina y una de las maravillas arquitectónicas del mundo altomedieval, en la cual se dice que Teodora influyó bastante a la hora de embellecer el edificio.
Teodora era muy puntillosa en lo que respecta al ceremonial de la corte, incrementándose su esplendor hasta el punto de que la emperatriz vivía rodeada de 4000 sirvientes. De acuerdo con Procopio, la pareja imperial hizo que todos los senadores, incluyendo a los patricios, se postraran ante ellos nada más entrar a su presencia, y dejó claro que sus relaciones con la milicia civil era la de amos y esclavos. También supervisaron cuidadosamente a los magistrados, mucho más que los emperadores previos, posiblemente para reducir la corrupción burocrática.[cita requerida]
También creó sus propios centros de poder como Hagia Sofia, la construcción eclesiástica más elaborada. El eunuco Narsés, que ya era mayor, se convirtió en un brillante general, siendo su protegido. Juan de Capadocia, el jefe de los recaudadores de impuestos de Justiniano, fue considerado enemigo de Teodora, debido a su influencia independiente.
Teodora participó en las reformas legales y espirituales de Justiniano, y se involucró en el aumento de los derechos de las mujeres. Entre sus leyes destaca la que prohibía la prostitución forzosa y cerró burdeles que la incumplían. Asimismo, creó un convento en la parte asiática de los Dardanelos llamado Metanoia, 'arrepentimiento', donde exprostitutas podían mantenerse a sí mismas. También expandió los derechos de la mujer en caso de divorcio y referentes a la propiedad, instituyó la pena de muerte por violación, prohibió que los bebés no deseados fueran abandonados, dio a las madres derechos de custodia sobre sus hijos y prohibió el asesinato de las mujeres que hubieran cometido adulterio, intentó convencer a su marido de que aprobase leyes en torno a la familia, derogase la ley que prohibía el matrimonio entre una persona noble y una humilde, y hubiera leyes que permitiesen a las mujeres ser propietarias y herederas. Impone la pena de muerte a los violadores y  tratará de erradicar la prostitución, intenta rescatar a muchas adolescentes de la prostitución, daba pensiones a las mujeres pobres para que puedan encontrar marido. Trata de mejorar las condiciones de las prostitutas creando burdeles y eliminando al proxeneta. Probablemente debido a su propia juventud, Procopio escribió que ella estaba naturalmente inclinada a ayudar a las mujeres desafortunadas. Ella adopta medidas para mejorar la calidad de vida de las mujeres. Teodora era una mujer viajera mientras que Justiniano prácticamente nunca había viajado y muchos de los consejos que le da a su marido están fundamentados en una experiencia previa.
Por supuesto, la Historia secreta de Procopio presenta una versión diferente de los eventos. Por ejemplo, en lugar de prevenir la prostitución forzosa, dice que Teodora reunió a unas 500 prostitutas, confinándolas en un convento como si fuese una suerte de burdel. Esto, según narra, incluso las llevaba al suicidio o intentaban escapar, "al ser transformadas contra su voluntad".

## Política religiosa

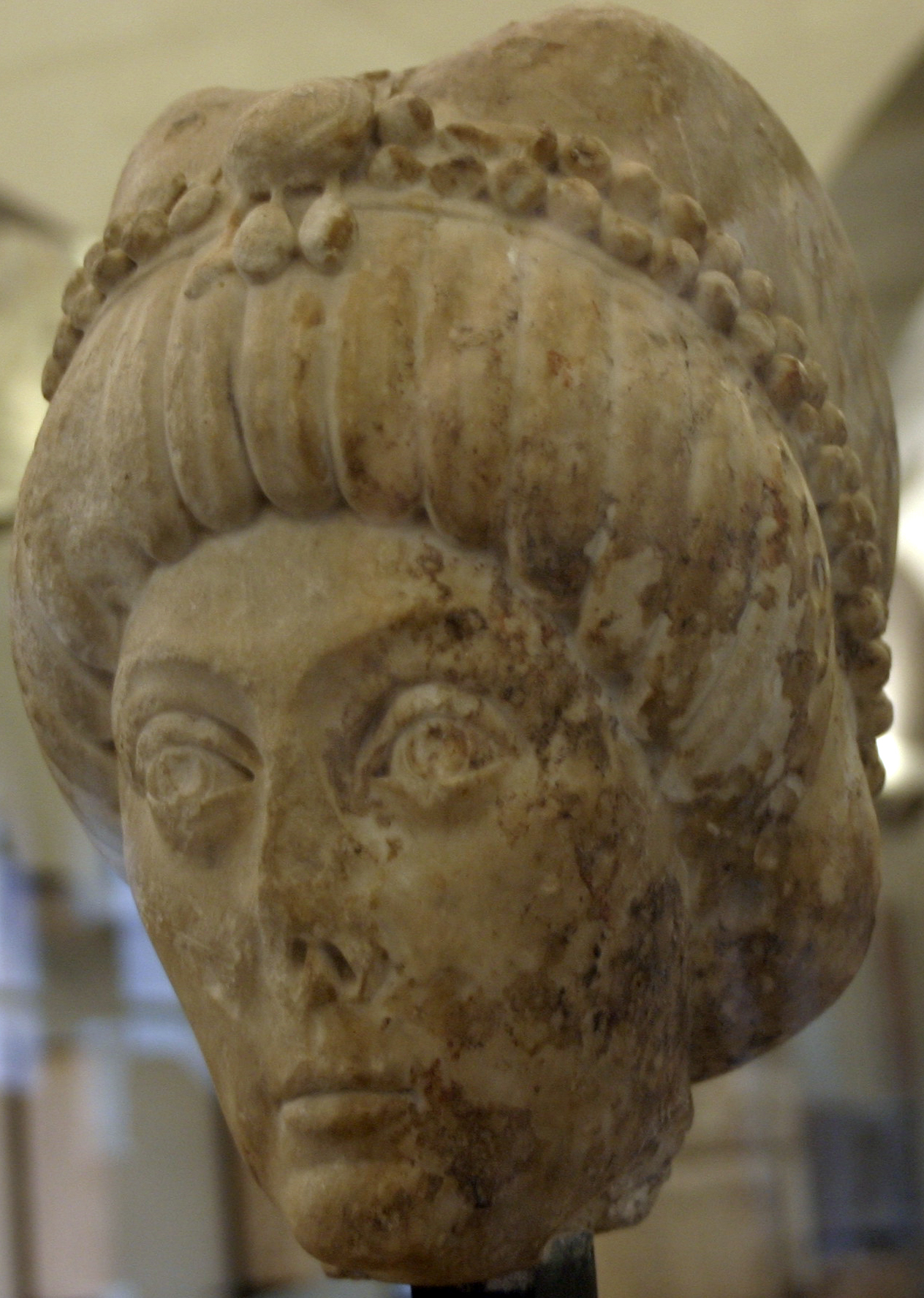
Milano - Castello sforzesco - presunto ritatto Teodora - Foto G. Dall'Orto 6-1-2007 - 01.jpg
Descripción:Retrato de una emperatriz bizantina, posiblemente Teodora. En el Museo de Arte Antiguo del Castello sforzesco de Milán, Italia. Fotografía de Giovanni Dall'Orto, 6 de enero de 2007.

Teodora se opuso al apoyo de su esposo a la Iglesia calcedonia en las luchas en curso por la predominancia de cada facción. A pesar de pertenecer Justiniano a la Iglesia ortodoxa, Teodora fundó un monasterio monofisita en Gálata y proveyó refugio a los líderes monofisitas que hicieron oposición a la mayoría cristiana ortodoxa en el propio palacio, como a Severo y al patriarca Antimo I. Antimo fue designado Patriarca de Constantinopla bajo su influencia y después de la orden de excomunión, permaneció escondido en los cuartos secretos de Teodora durante doce años, hasta la muerte de la Emperatriz. Cuando el Patriarca calcedonio Efraín provocó una violenta revuelta en Antioquía, ocho obispos monofisitas fueron invitados a Constantinopla y Teodora les dio la bienvenida y les acogió en el Palacio de Hormisdas, adyacente al Gran Palacio de Constantinopla, que había sido la vivienda de Justiniano y Teodora antes de convertirse en Emperador y Emperatriz respectivamente.
En Egipto, tras la muerte de Timoteo III, Teodora consiguió ayuda de Dioscoros, el Prefecto Augusto, y de Aristómaco, el duque de Egipto, para facilitar el ascenso de Teodosio, un discípulo de Severo, maniobrando así en contra de su esposo, que apostaba por un calcedonio como sucesor del Patriarca; pero Teodosio de Alejandría, incluso con la ayuda de las tropas imperiales, no pudo mantenerse contra los seguidores calcedonios de Justiniano y cuando fue exiliado por Justiniano junto con otros 300 monofisitas a una fortaleza en Tracia, Teodora le rescató y le llevó al Palacio de Hormisdas, donde vivió bajo su protección, y después de su muerte en 548, bajo la de Justiniano.
Cuando el papa Silverio rechazó la demanda de Teodora de revocar la anatema del papa Agapito I dirigida al Patriarca Antimo I, dio órdenes a Belisario de encontrar un pretexto para destronar a Silverio. Cuando lo consiguió, Vigilio fue situado en su trono.
La política de Teodora en asuntos teológicos fue separatista. Se puede argüir, como hicieron los calcedonios, que Teodora promovió la herejía y como consecuencia socavaría la unidad de la cristiandad. Pero es igualmente justo reconocer que la política de Teodora retrasó la alienación de la Iglesia ortodoxa.
Otro incidente, que muestra hasta dónde podría llegar Teodora para burlar a su marido en materia religiosa, es el caso de Nobatia, en el sur de Egipto, cuyos habitantes fueron convertidos al monofisismo en el 540. Justiniano había determinado que ellos debían ser convertidos a la fe calcedonia y Teodora, por el contrario, que debían ser monofisitas. Justiniano habló con misioneros calcedonios de la Tebaida para que se presentaran con regalos a Silko, el rey de Nobatia. Pero, al enterarse, Teodora preparó sus propios misioneros y escribió al duque de Tebaida que debería retrasar a la embajada de su esposo para que los monofisitas llegaran antes; de lo contrario, lo pagaría con su vida. El duque fue lo suficientemente astuto para frustrar al despreocupado Justiniano, a pesar de la implacable Teodora, y consiguió su cometido. Cuando los calcedonios alcanzaron a Silko, fueron rechazados, porque los de Nobatia ya habían adoptado el credo monofisita de Teodosio.

## Descendencia
Si bien no tuvo hijos con su esposo Justiniano, antes de conocerlo engendró dos ilegítimos: uno llamado Juan, junto a uno de sus amantes mientras ejercía la prostitución, y al cual mandó asesinar siendo ya un muchacho; y una hija, cuyo nombre se ha perdido, mientras estuvo al lado de Hecebolo.

## Muerte

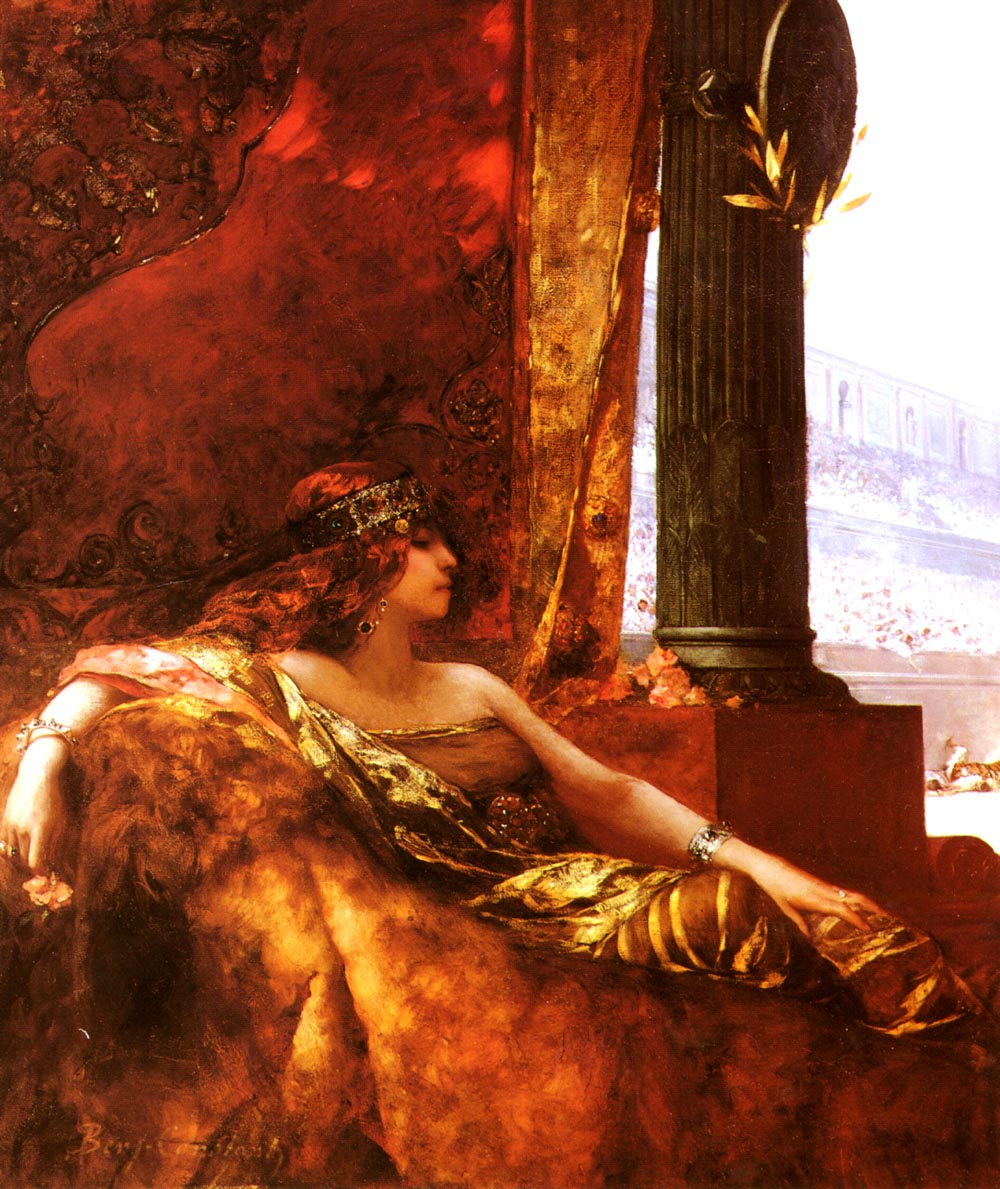
La Emperatriz Teodora en el Coliseo, pintura de Jean-Joseph Benjamin-Constant.

Teodora murió, aparentemente, de un cáncer sin especificar el 28 de junio de 548, a la edad de 48 años, y Justiniano la sobrevivió hasta 565. A pesar de que ha sido argüido que la única fuente que ha escrito acerca de su muerte, Víctor de Tunnuna, no usa la palabra "cáncer" en su sentido moderno, parece advertirse que esa fue la enfermedad que pudo con ella, y, aunque no hay documentación que sugiera que murió de cáncer de pecho, algunos estudiosos lo han sugerido. Justiniano lloró amargamente en su funeral. Su cuerpo fue enterrado en la Iglesia de los Santos Apóstoles, fundada por Constantino en la ciudad de Constantinopla, y actualizada por Justiniano.

## Influencia duradera
Su influencia en Justiniano fue tan fuerte que incluso después de su muerte él trabajó para llevar la armonía entre los monofisitas y los ortodoxos en el Imperio, y cumplió su promesa de proteger su pequeña comunidad de refugiados monofisitas en el palacio Hormisdas. 
Teodora igualmente dio soporte político al ministerio de Jacobo Baradeo, y, aparentemente, amistad personal también. Diehl atribuye la existencia moderna de la cristiandad jacobita a ambos.
Teodora es considerada como una gran figura femenina del Imperio Bizantino, y desde finales del siglo XX también una pionera del feminismo, ya que las leyes que redactó fueron destinadas principalmente a aumentar los derechos de las mujeres. Es muy decidida a la hora de buscar una mejora de la situación de la mujer en su época. Esto se plasma en todo un conjunto de medidas legales referentes tanto a la familia como a cuestiones civiles. Derogó la ley que prohibía la unión entre hombres nobles y mujeres plebeyas, lo que impedía a muchas mujeres ascender y salir de la pobreza. También estableció una ley que permitía a las mujeres ser propietarias y herederas de pleno derecho. Mejoró el sistema de atención a la salud femenina. Impuso la pena de muerte a los violadores, algo muy revolucionario. Otra ley era el reconocimiento de los hijos bastardos y el derecho de estos a participar en la herencia. También intentó erradicar la prostitución y rescatar a las jóvenes que practicaban este oficio, ofreciéndoles una dote para facilitar su casamiento. Si aun así preferían ejercer la prostitución, se buscaba que desarrollasen su trabajo en burdeles regentados por ellas mismas. También se estableció una reglamentación de los burdeles para impedir los abusos. Estas leyes quedan integradas en el Corpus Iuris Civilis, aunque el hecho de que fueran respetadas en la práctica era otro asunto. Como resultado de los esfuerzos de Teodora, el estado de la mujer en el Imperio Bizantino fue más elevado que el del resto de las mujeres en Europa.
Olbia, en la Cirenaica fue renombrada a Theodorias para honrarla, evento común entre las ciudades antiguas para honrar a un emperador o emperatriz. La ciudad, hoy llamada Qasr Libia, es conocida por sus espléndidos mosaicos del siglo sexto.

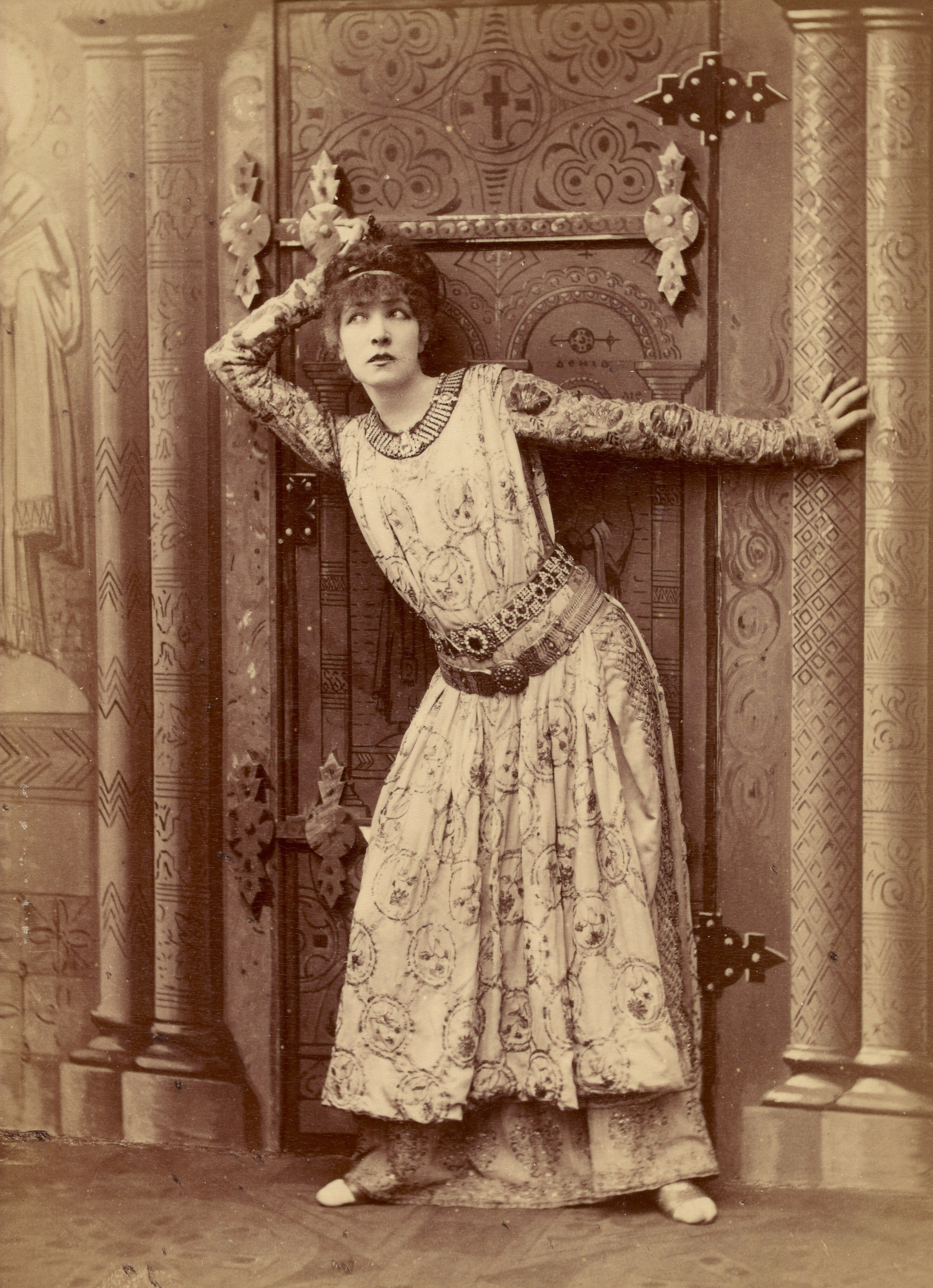
Sarah Bernhardt interpretando a Teodora en 1884.

## Películas, representaciones y cultura
Teodora y Justiniano son representados con sus cortesanos en palacio en los célebres mosaicos que se conservan hoy en la iglesia de San Vital de Rávena, Italia, que fueron completados un año después de su muerte.
Victorien Sardou escribió la obra 'Théodora' en 1884. Sarah Bernhardt la interpretó, y posteriormente se adaptó la obra a la ópera por Xavier Leroux en 1907.
La película muda de 1910, Justinian and Theodora fue dirigida por Otis Turner y la protagonizó Betty Harte y Bebe Daniels. 

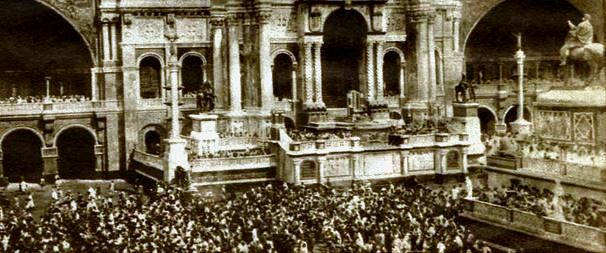
Fotograma de la película de 1921.

Hubo otras películas mudas, italianas, llamadas Teodora (1914) y Teodora, la princesa esclava (Teodora, 1921) fueron dirigidas por Roberto Roberti y Leopoldo Carlucci, respectivamente. La película italiana de 1954 Teodora, imperatrice di Bisanzio fue dirigida por Riccardo Freda.
La Emperatriz es la villana principal de la novela histórica de 1906 Pod svobodnim soncem, del escritor esloveno Fran Saleški Finžgar.
Teodora forma parte de la instalación de la artista feminista Judy Chicago, The Dinner Party. Esta es una historia simbólica de la mujer en la civilización occidental que representa a 1.038 mujeres de la historia; 39 de ellas están representadas por cubiertos y otras 999 en los nombres que están inscritos en The Heritage Floor sobre el que descansa la mesa.  El cubierto de la emperatriz utiliza iconografía y mosaicos bizantinos para transmitir su papel trascendental en la construcción del Imperio Bizantino. El mosaico del plato recuerda su imagen más conocida: el mosaico del ábside de la basílica de San Vitale de Rávena. Este mosaico representa a Teodora y Justiniano con sus galas imperiales y establece la combinación de colores dorado, verde y púrpura tanto para el plato como para el corredor.
En 1987, la novelista norteamericana Gillian Bradshaw publicó la novela The bearkeeper's daughter, traducida al español como Teodora, emperatriz de Bizancio, en la que Teodora y un supuesto hijo bastardo suyo, Juan, tienen un papel positivo y significado.
Asimismo, fue la heroína de la novela histórica de 2011 "Theodora: Actress, Empress, Whore" de Stella Duffy.
En Civilization V: Dioses y Reyes, Teodora es la líder de la civilización bizantina.
En el libro "Mujeres" (Título original: Donne, de Andrea Camilleri, publicado en 2014), en el que Camilleri cuenta historias independientes de mujeres que influyeron a lo largo de su vida, dedica un capítulo a Teodora, destacando lo positivo de su desempeño como esposa de Justiniano.

### Artículos académicos
- Teodora antes de la púrpura
- Teodora de Bizancio (497 o 500-548)
- Legislación y personalidad de Justianiano: su matrimonio con Teodora
- El ornamento en los mosaicos de Justiniano y Teodora en San Vital de Ravena
- Imagen pública y política de la emperatriz Teodora. Un estudio a partir de la obra de Procopio de Cesarea